# DC Design
DC Design est un cabinet de design et préparateur et constructeur automobile indien fondé en 1993 par Dilip Chhabria. Son siège social se situe à Bombay. L'entreprise est spécialisé dans la réalisation de concept-cars pour de grands constructeurs automobiles mais aussi l'aménagement et la personnalisation de véhicules routiers (voitures, bus...) ainsi que d'avions.

## Histoire
Dilip Chhabria fait ses études aux États-Unis au Design Center de General Motors à Détroit et au Art Center College of Design à Pasadena. Il rentre en Inde en 1983 et fonde son propre cabinet de design 10 ans plus tard à Bombay : DC Design. Il a pour but de redessiner et de modifier des automobiles produites en masse afin de les rendre plus belles.
Depuis, la société est impliquée dans la production de nombreux concept-cars pour le compte de constructeurs tels que Aston Martin, Renault ou Chevrolet et participe à de nombreux salons automobiles,.
Le premier modèle conçu par DC Design est le Mahindra Invader, en 1993.
Son premier projet international est le Hawtall Whiting de 1995.
En 1998, DC Design participe pour la première fois à un salon automobile, à Delhi.
En 1999, grâce à des investisseurs, la première usine de fabrication de pièces automobiles est construite et en 2011 une première concession est ouverte à Gurgaon, avant d'en ouvrir deux autres l'année suivante à Hyderabad et Chennai.
En 2015, la DC Avanti est lancée, il s'agit de la première voiture produite entièrement par DC Design et de la première supercar indienne.

## Modèles

La DC Avanti.

DC Design a participé au design de nombreux prototypes de véhicules routiers mais produit également ses propres automobiles, notamment, :
- DC Avanti
- Chevrolet Beat
- Mini Crossover Concept
- Renault Twizy Concept
- Renault Logan Steppe
- Aston Martin V8 Vantage (premier concept)
- De nombreux modèles de Maruti et de Mahindra

La marque propre également la modification esthétique des Suzuki Swift, Hyundai i20, Honda City et Tata Nano, faisant d'elle la première de son pays dans ce domaine.

## Lieux de production
Le siège de DC Design se situe à Bombay. La société dispose de deux usines à Pune et à Gurgaon avec une capacité de production de 3500 voitures par an. Des concessions se situent à Chennai, Ahmedabad, Lucknow, Calcutta, Hyderabad, Surate, Bombay, Pune, Cochin, Raipur et Bangalore. L'entreprise emploie près de 300 personnes. 

## École
Dilip Chhabria a également lancé le DC College, une école de design automobile, au sein de l'université Dy Patil d'Ajeenkya.